# Israir Airlines

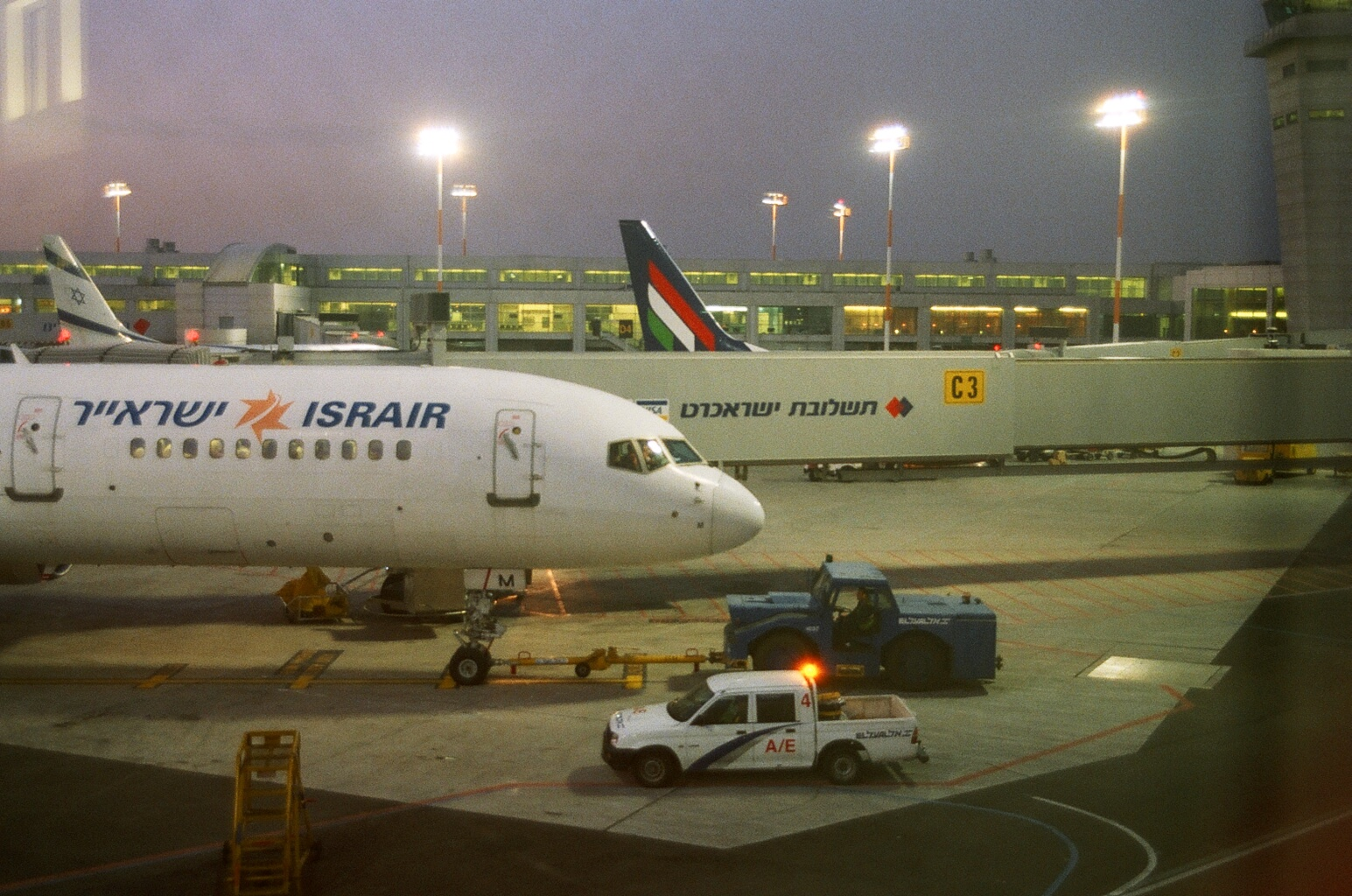
Boeing 757 w barwach Israir na lotnisku w Tel Awiwie.

Israir Airlines (hebr. ישראייר) – izraelska linia lotnicza znana najczęściej pod nazwą Israir, obsługująca stałe krajowe połączenia oraz prowadzi usługi dyspozytorskie dla osobistości z Tel Awiwu, Hajfy i Ejlatu. Przedsiębiorstwo obsługuje także linie międzynarodowe do Europy, Azji i Ameryki Północnej. Głównym portem lotniczym jest międzynarodowe lotnisko imienia Ben Guriona.

## Historia
Linie lotnicze zostały założone w 1989 jako Kanfei HaEmek. W 1996 nastąpiła zmiana nazwy na Israir Airlines. Całość udziałów spółki jest w posiadaniu grupy kapitałowej Ganden Group.
Przedsiębiorstwo rozpoczęło swoją działalność od obsługi połączeń lotniczych pomiędzy portami lotniczymi Tel Awiw-Ben Gurion, Tel Awiw-Sede Dow, Ejlat i Hajfa. W 1999 rozpoczęto działalność na liniach międzynarodowych, otwierając połączenia czarterowe do Europy. W czerwcu 2004 Israir rozpoczął stałe połączenia z Nowym Jorkiem. We wrześniu 2008 linię tę zawieszono z powodu wzrostu cen paliwa i spodziewanego spadku liczby pasażerów (spadek wartości dolara).

### Wypadki i incydenty
- 18 czerwca 2001 samolot ATR 42-300 został uszkodzony po „twardym lądowaniu” na lotnisku Ben-Guriona w Tel Awiwie. Nikt nie został ranny[4].
- 6 lipca 2005 samolot Airbus A330 podczas kołowania na porcie lotniczym w Nowym Jorku przypadkowo wjechał na czynny pas startowy i ledwo uniknął zderzenia z transportowym samolotem Douglas DC-8[5].
- 23 maja 2007 samolot musiał lądować awaryjnie w porcie lotniczym Berlin, po zauważeniu dymu w kabinie. Nikt nie został ranny[6].

## Flota
Według stanu na czerwiec 2025 flota Israir Airlines składała się z 8 samolotów o średnim wieku 15,8 lat:
| Samolot         | Samolot | Samolot   | Liczba miejsc | Liczba miejsc | Liczba miejsc | Uwagi |
| Model           | Aktywne | Zamówione | B             | E             | Łącznie       | Uwagi |
| --------------- | ------- | --------- | ------------- | ------------- | ------------- | ----- |
| Airbus A320-200 | 8       | –         | 8             | 156           | 164           |       |
| Airbus A320-200 | 8       | –         | –             | 174           | 174           |       |
| Łącznie         | 8       | 0         |               |               |               |       |